# Tropidophlebia
Tropidophlebia är ett släkte av insekter. Tropidophlebia ingår i familjen fröskinnbaggar.
Släktet innehåller bara arten Tropidophlebia costalis.